# 奥诺雷·杜米埃
奥诺雷·维克托兰·杜米埃（法語：Honoré Victorin Daumier，法語發音：[ɔnɔʁe viktɔʁɛ̃ domje]；1808年2月26日—1879年2月10日）是法国著名画家、讽刺漫画家、雕塑家和版画家。是当时最多产的艺术家。

## 生平
杜米埃出生于马赛的一个玻璃装饰工人家庭，小时即有艺术天才，7岁时随父亲到巴黎，父亲送他去随一位书商学习石版画技巧，他开始从事乐谱的印刷并为广告作画。13岁时父亲精神失常，他只好自己打工谋生，曾为法庭当信差，到书店当过店员等，了解下层人民的生活。1825年起专门从事绘画，起初只是创作石版画、漫画和雕刻，并创作讽刺画，1832年因为讽刺国王路易-菲利普的漫画《高康大》而入狱6个月，1833年出狱，仍然以作品继续攻击君主政体和当时的社会制度，并描绘各种底层人物。1834年里昂工人起义失败，他发表《立法肚子》、《出版自由》、《唐斯诺南街的屠杀》等大型石版画，对统治者表示抗议。1848年开始研究新技法，趋向印象派艺术，其作品获得著名印象派画家如马奈和莫奈的赞赏，巴尔札克称赞他的作品“有米开朗基罗的神髓”。1871年他参加了巴黎公社的起义。1877年，画商杜兰-鲁尔为他的作品在巴黎举办画展，但这时他已经双目几乎失明了，居住在索姆省小镇瓦尔蒙杜瓦，由画家柯罗负责他的事物和生活，翌年在家中逝世。

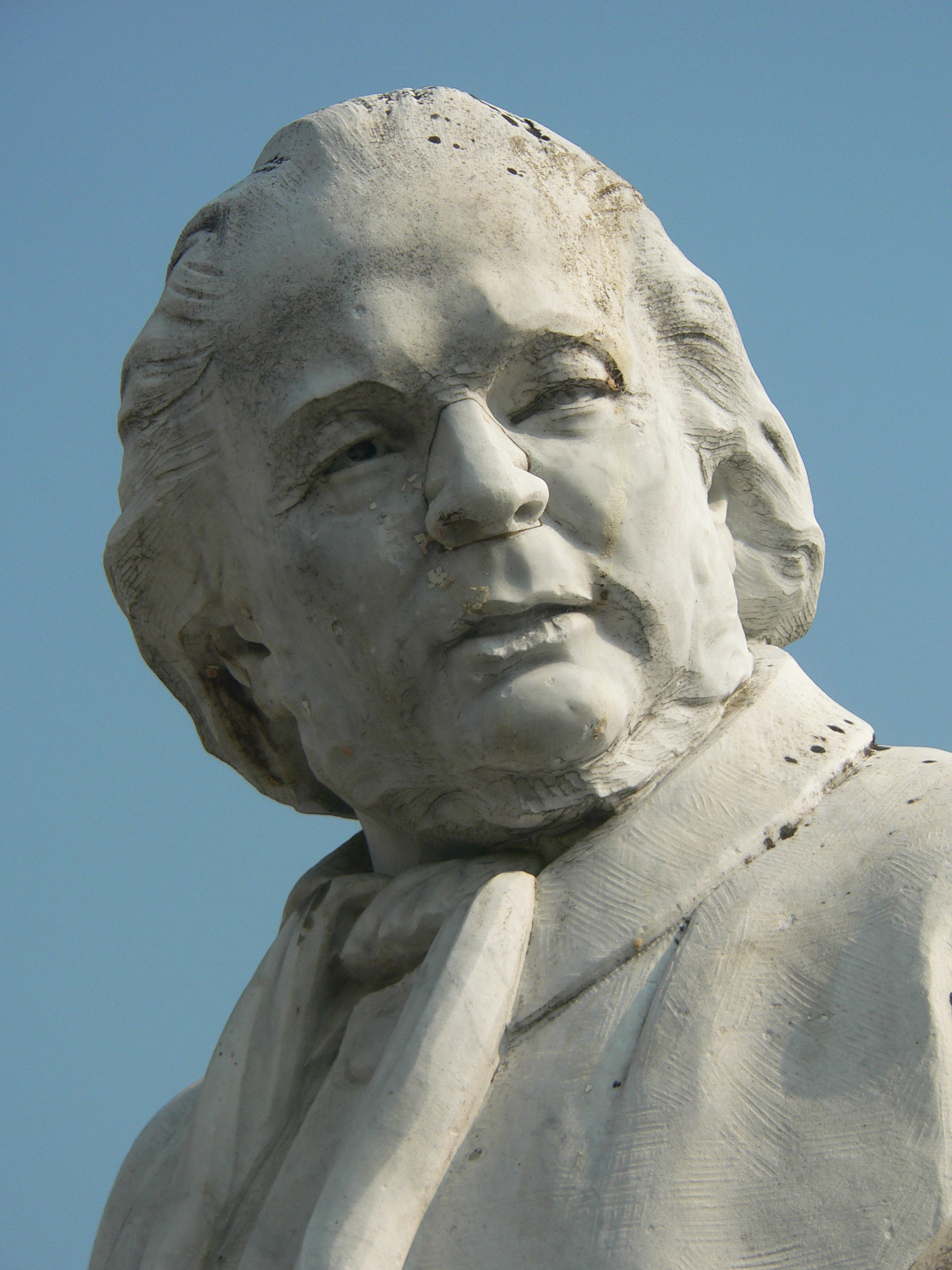
杰弗鲁瓦-德肖姆创作的杜米埃雕像

## 作品
他的早期作品几乎都发表在《讽刺》杂志上，攻击政府腐败和法律的不健全，他入狱后讽刺杂志停刊，他又重新在《喧闹》杂志上继续发表他的讽刺作品。曾经创作七月王朝政治人物的小型泥塑胸像，在雕塑史上也占有重要地位。
除了讽刺画以外，他的石版画作品在1904年统计有3,958幅，他出油画作品从不附和市场的口味，只是根据自己的意愿来作画，笔触大胆有力，具有高度的独创性，描绘三等车厢、洗衣妇疲倦地爬上楼梯，小酒店的酒徒等下层人民的平凡生活，也画一些历史画，描绘法国的革命和讽刺君主的独裁统治。他的风格成为自然主义画派的先驱。他曾创作了许多系列作品，如知识堂吉诃德就有29幅油画49幅素描。1900年，法兰西美术学院为他的作品举办了画展。现在世界各地的重要博物馆都保存他的作品，包括卢浮宫、大都会博物馆等。
油画创作多以普通劳动者和卖艺人的生活以及他喜爱的文学作品为题材，运用强烈的明暗对比，遒劲的线条，来突出人物形象，粗犷泼辣，富有独创性。
法国诗人夏尔·波德莱尔曾评价说他是：“一位最重要的人物，不仅是他的讽刺画，而包括他的现代风格的作品”。

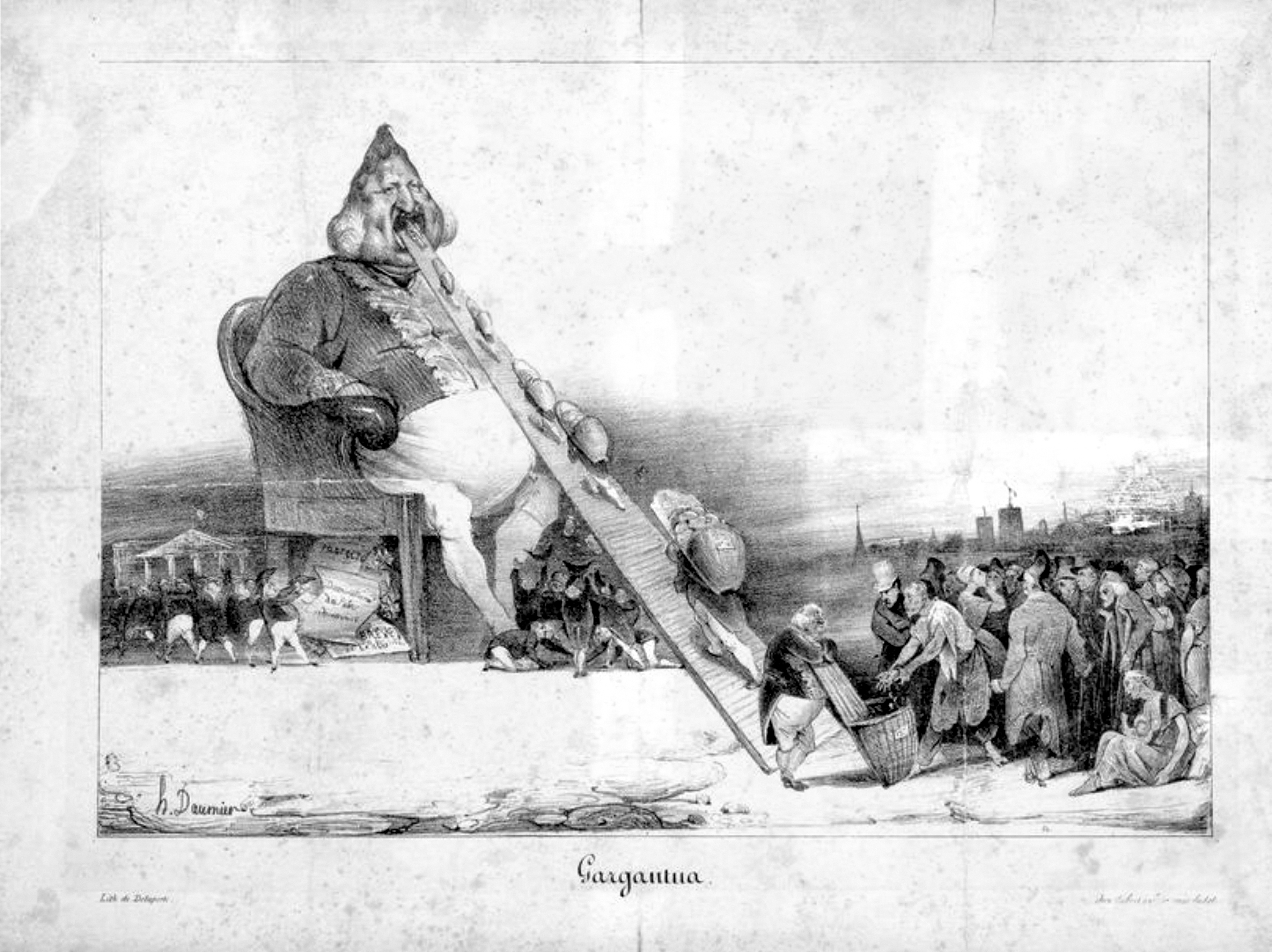
他讽刺国王路易·菲利普的漫画《高康大》，并因此而入狱

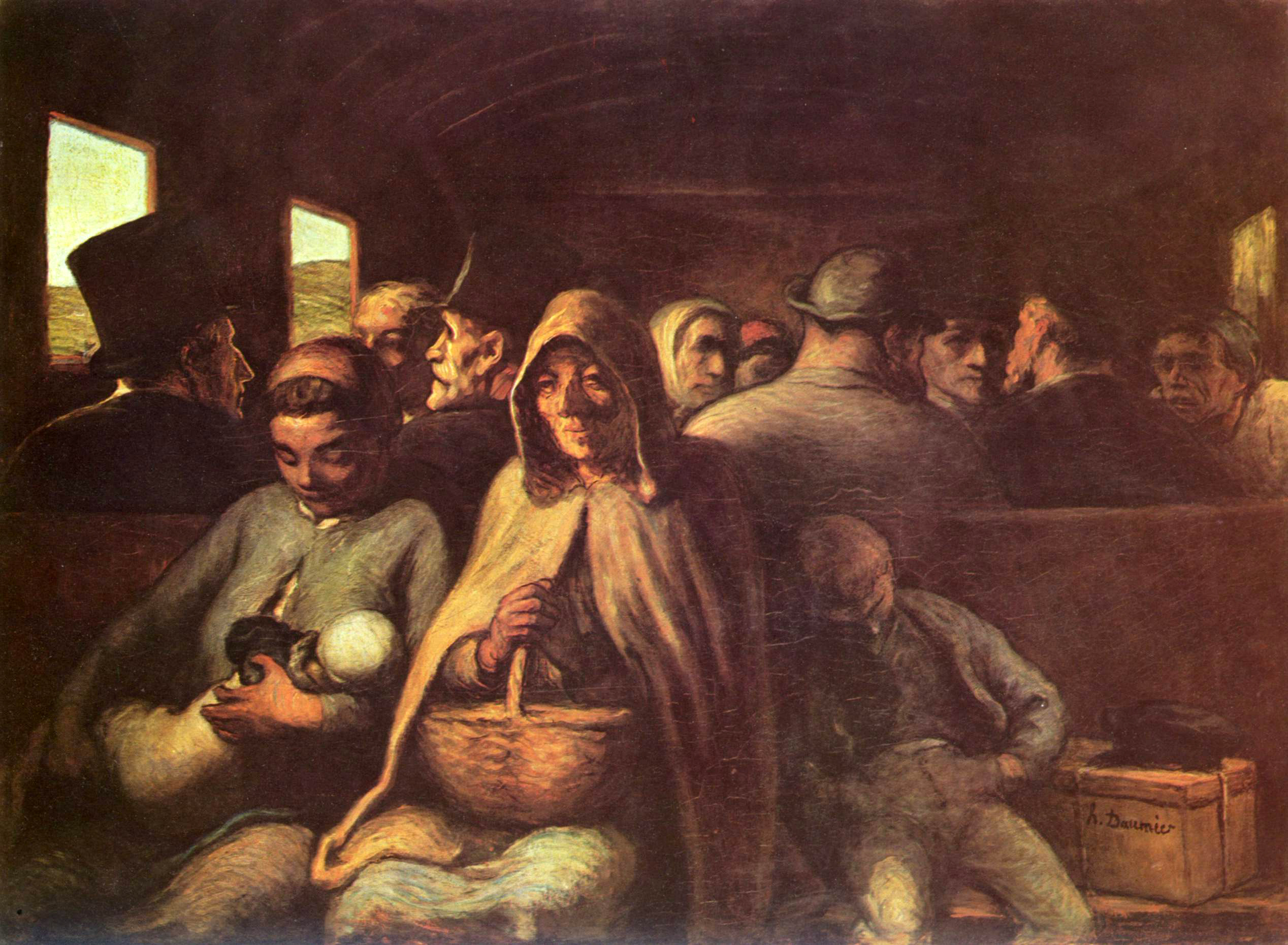
《三等车厢》